# Ostrá skala (Malá Fatra)
Ostrá skala (1220,1 m n. m. ) je vrch v hlavním hřebeni Lúčanské Malé Fatry. Leží přibližně 9 km jižně od Rajce. 

## Poloha
Nachází se v jižní části pohoří, v geomorfologickém podcelku Lúčanská Fatra a její části Kľak.  Vrch leží v Žilinském kraji, na rozhraní okresů Žilina a Martin a zasahuje na katastrální území obcí Rajecká Lesná a Vrícko.  Jihozápadním směrem vede hřeben na dominantu okolí Kľak, severovýchodním směrem po hřebeni je Vríckým sedlem oddělen vrch Kútik (1064 m n. m.). Jižním směrem se nachází vrch Partizán (1148 m n. m.) a severně vrch Grúň (1057 m n. m.). 

## Popis
Vrch je součástí hlavního hřebene, který vede od severu z Martinských holí přes Hnilickú Kýčera a Ostrou skálu jihozápadním směrem na Kľak. Skalnatý vrchol vyčnívá nad lesní porost, který pokrývá svahy, a umožňuje tak poměrně dobrý rozhled. Severozápadní svahy se svažují do doliny Rybná, kterou protéká stejnojmenný potok, odvodňující tuto část hřebene. Jihovýchodní úpatí je v povodí říčky Vríca, která směřuje do řeky Turiec.

### Výhledy
Vrcholová část vrchu vystupuje v podobě masivní skály nad lesním porostem, čímž umožňuje dobrý výhled. Jižní horizont zakrývá Kľak, severním směrem však vidět většinu vrchů Lůčanské Fatry. Z okolních pohoří je viditelná Velká Fatra, Kremnické vrchy, část Strážovských a Súľovských vrchů a při vhodných podmínkách i Lysá hora v Moravskoslezských Beskydech a Velký Choč. 

## Přístup
- po  červeně značené trase E3 po hlavním hřebeni:
  - z Kľaku přes rozc. pod Klak
  - ze Skaliek přes Vrícké sedlo
- po  modře značené trase:
  - z Fačkova přes rozc. Pod Kľakom, odtud po hřebeni
  - z Rajecké Lesné přes rozc. Široká, ústí, odtud po  do Vríckého sedla
- po  zelené značce z Vrícko přes rozc. Bak, odtud po  do Vríckého sedla
- po  žluté značce z Fačkovského sedla přes Kľak, odtud po hřebeni [2]